# První vláda Paula Gautsche

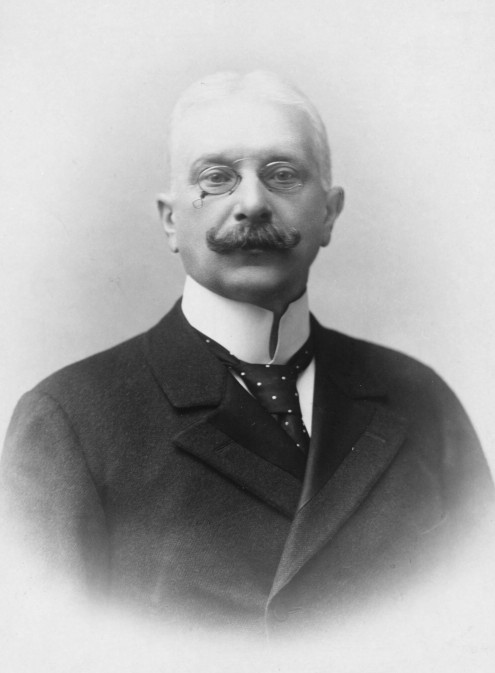
Ministerský předseda Paul Gautsch roku 1905

První vláda Paula Gautsche byla předlitavská vláda, úřadující od 30. listopadu 1897 do 5. března 1898. Sestavil ji Paul Gautsch poté, co obstrukce a rvačky v říšské radě, které následovaly po vydání Badeniho jazykových nařízení, donutily k odchodu Badeniho vládu. Gautsch měl především zklidnit situaci, o což se pokusil nesvoláváním říšské rady a změnou jazykových nařízení (Gautschova jazyková nařízení). Nově jmenovaná vláda Franze Thuna ovšem velmi záhy zjistila, že tato opatření nepostačují.

## Složení vlády
| Resort                              | Ministr                       | Nástup do funkce   | Konec funkce   |
| ----------------------------------- | ----------------------------- | ------------------ | -------------- |
| ministerský předseda                | Paul Gautsch von Frankenthurn | 30. listopadu 1897 | 5. března 1898 |
| ministr zemědělství                 | Artur Bylandt-Rheidt          | 30. listopadu 1897 | 5. března 1898 |
| ministr obchodu                     | Ernst von Koerber             | 30. listopadu 1897 | 5. března 1898 |
| ministr kultu a vyučování           | Vinzenz Baillet von Latour    | 30. listopadu 1897 | 5. března 1898 |
| ministr financí                     | Eugen Böhm von Bawerk         | 30. listopadu 1897 | 5. března 1898 |
| ministr vnitra                      | Paul Gautsch von Frankenthurn | 30. listopadu 1897 | 5. března 1898 |
| ministr spravedlnosti               | Ignaz von Ruber               | 30. listopadu 1897 | 5. března 1898 |
| ministr zeměbrany                   | Zeno Welsersheimb             | 30. listopadu 1897 | 5. března 1898 |
| ministr železnic                    | Heinrich von Wittek           | 30. listopadu 1897 | 5. března 1898 |
| ministr pro haličské záležitosti    | Hermann von Loebl             | 16. prosince 1897  | 5. března 1898 |
| společní ministři Rakouska-Uherska: |                               |                    |                |
| * ministr zahraničí                 | Agenor Gołuchowski            | 30. listopadu 1897 | 5. března 1898 |
| * ministr války                     | Edmund von Krieghammer        | 30. listopadu 1897 | 5. března 1898 |
| * ministr financí                   | Benjámin Kállay               | 30. listopadu 1897 | 5. března 1898 |